# Бе (Мајен)
Бе (фр. Bais) насеље је и општина у западној Француској у региону Лоара, у департману Мајен која припада префектури Мајен.
По подацима из 2011. године у општини је живело 1.277 становника, а густина насељености је износила 48,68 становника/km². Општина се простире на површини од 26,23 km². Налази се на средњој надморској висини од 183 метара (максималној 337 m, а минималној 155 m).

## Демографија
| 1962. | 1968. | 1975. | 1982. | 1990. | 1999. | 2011. |
| ----- | ----- | ----- | ----- | ----- | ----- | ----- |
| 1.050 | 1.105 | 1.251 | 1.457 | 1.571 | 1.487 | 1.277 |

График промене броја становника у току последњих година